# 博比·西蒙斯
博比·西蒙斯（英語：Bobby Simmons，1980年6月2日—），美国NBA联盟职业篮球运动员。